# Хартсвил (Индијана)
Хартсвил (енгл. Hartsville) град је у америчкој савезној држави Индијана.

## Демографија
По попису из 2010. године број становника је 362, што је 14 (-3,7%) становника мање него 2000. године.
| Група             | 2000.       | 2010.       |
| Белци             | 365 (97,1%) | 347 (95,9%) |
| Афроамериканци    | 0 (0,0%)    | 4 (1,1%)    |
| Азијати           | 0 (0,0%)    | 0 (0,0%)    |
| Хиспаноамериканци | 7 (1,9%)    | 4 (1,1%)    |
| Укупно            | 376         | 362         |